# Wilhelm Franz Reuss
Wilhelm Franz Reuss (* 17. März 1886 in Karlsruhe; † 19. Mai 1945 in Königsberg) war ein deutscher Dirigent.

## Leben
Als Sohn des Franz-Liszt-Schülers Eduard Reuss (1851–1911) und der Sängerin Luise Reuss-Belce (1862–1945) geboren. Nach Besuch eines Gymnasiums in Wiesbaden und der Kreuzschule in Dresden studierte Wilhelm Franz Reuss von 1906 bis 1908 zunächst bei seinem Vater in Dresden Klavier, dann am dortigen Konservatorium bei Felix Draeseke Komposition und schließlich in München bei Max von Schillings und Felix Mottl  Dirigieren. Über mehrere deutsche Bühnen kam er von 1918 bis 1923 als 1. Kapellmeister erstmals an das Stadttheater Königsberg, das Ende August 1918 als reines Opernhaus wiedereröffnet wurde. Besonders verbunden war Reuss dem Werk von Richard Wagner und Richard Strauss. Von 1923 bis 1927 war er Kapellmeister am Deutschen Opernhaus (1925 bis 1933: Städtische Oper) in Berlin. 1927 wurde er 1. Staatskapellmeister am Staatstheater Kassel, 1933 bis 1934 dirigierte er nochmals am Deutschen Opernhaus Berlin. Hier leitete er u. a. die Premieren von Mona Lisa und Das Mädchen aus dem goldenen Westen. Seit 1935 wieder in Königsberg, leitete er neben der Oper auch die Königsberger Symphoniekonzerte. Zum 1. Mai 1933 trat er der NSDAP bei (Mitgliedsnummer 3.515.175). 1942 bis 1944 war Reuss Landesleiter der Reichsmusikkammer, Gau Ostpreußen. Anfang 1945 wurde er Dirigent des aus Resten seines Orchesters und der Theaterorchester von Tilsit und Allenstein gebildeten Gaukriegsorchesters.
Nach der sowjetischen Eroberung von Königsberg verhaftet, fand er nach mehreren Verhören im Gerichtsgefängnis von  Königsberg im Mai 1945 den Tod. Als offizielle Todesursache wurde Ruhr genannt.
Er war von 1910 bis 1937 mit der Opernsängerin Thilde Reuss-Walsch (* 1880 Innsbruck; † 1941 Schloss Grafeneck) und ab 1940 mit Margarete, geb. Wessel, verheiratet († 1965 in Lübeck).

## Tondokumente
Während seiner Berliner Tätigkeit dirigierte Reuss für die Label Odeon (1927 und 1933), Electrola (1933) und Telefunken (1933 bis 1934) etwa 60 Titel, zumeist als Begleiter von Gesangsaufnahmen mit Peter Anders, Erna Berger, Eva Liebenberg, Walther Ludwig, Hans Reinmar, Rosalind von Schirach, Marcel Wittrisch  und anderen Künstlern.

## Ehrungen
Aus Anlass des 50. Geburtstages von Adolf Hitler wurde er am 20. April 1939 zum Staatskapellmeister ernannt.